# Benbow
Pour les articles homonymes, voir Benbow (homonymie).
Le Benbow ou Bembow est un cône volcanique du Vanuatu, situé dans la caldeira sommitale de l'île d'Ambrym. C'est avec le cône du Marum l'un des édifices actifs de cette île. Le fond de son cratère est périodiquement occupé par un petit lac de lave.

## Géographie
Le Benbow se situe dans la partie orientale de la plaine des Cendres, vaste plateau marquant l'emprise d'une ancienne caldeira. Il forme un relief grossièrement circulaire qui culmine à 1 159 mètres d'altitude. Le cratère principal fait 1,5 kilomètre de diamètre, à l’intérieur duquel on trouve deux autres cratères plus petits et actifs. La pente externe du cône principal augmente progressivement pour atteindre une trentaine de degrés à l'arrivée au bord du cratère. La pente interne est très forte, quasi-verticale, et plusieurs terrasses permettent d'atteindre le fond. Du fait de l'importante activité du volcan, les changements de morphologie des cratères sont rapides. 
En juillet 2013, un nouveau lac de lave, de petite taille, est découvert par le volcanologue Thomas Boyer dans le cratère secondaire nord du Benbow.

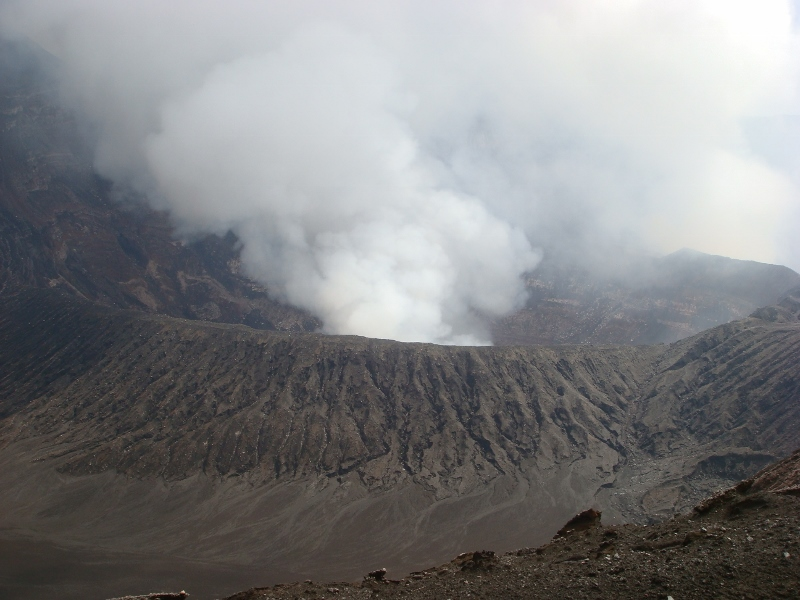
Vue du cratère secondaire Sud en important dégazage vu depuis la crête sommitale.

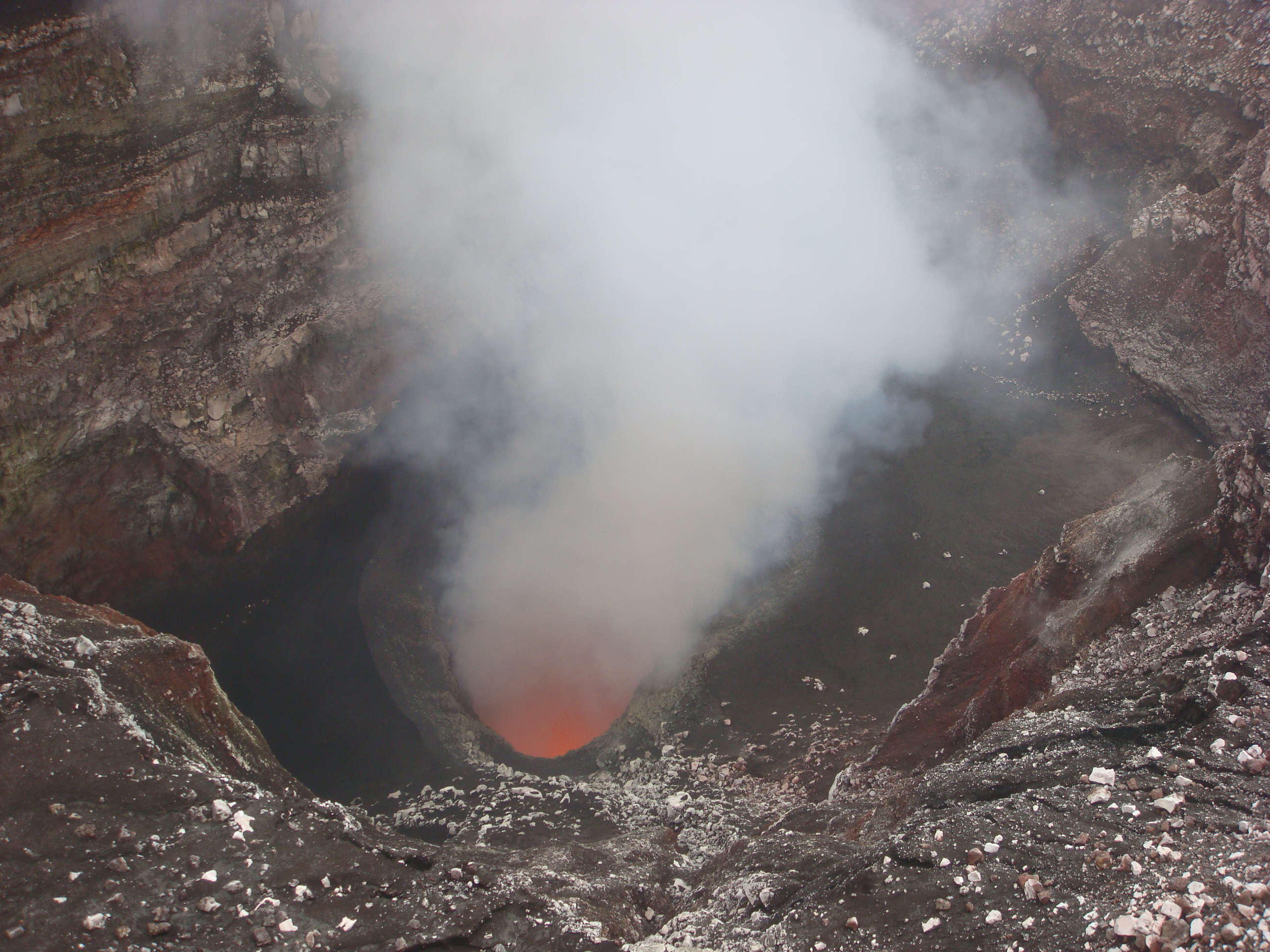
Vue du cratère Sud dont le lac de lave, bien présent, est à un niveau trop bas pour être aperçu en juillet 2012.

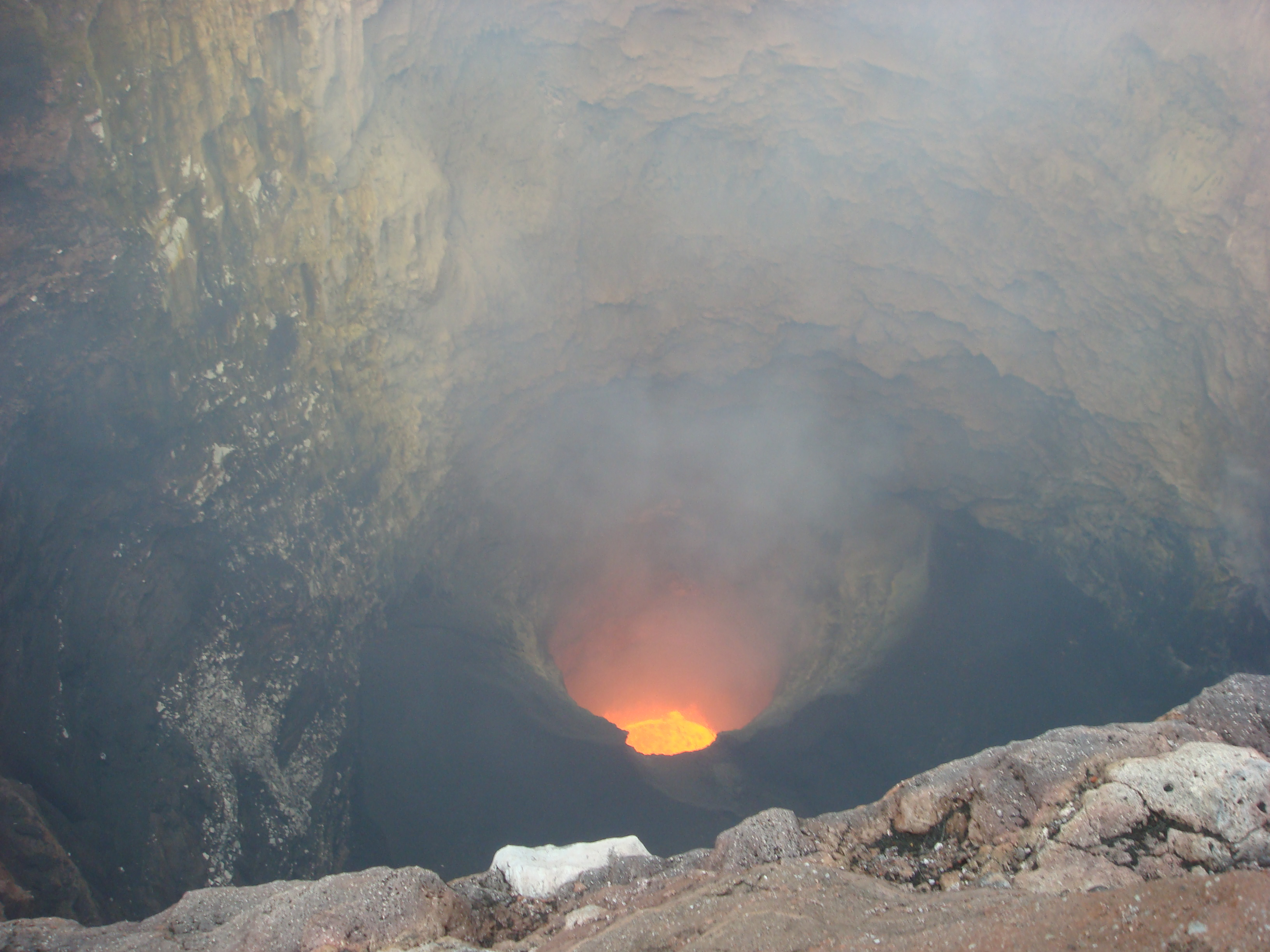
Vue du lac de lave dans le cratère Nord en juillet 2013.